# Чапља (Београд)
Чапља је пројекат речног острва које се налази у Београду на левој страни Дунава. Према урбаничким плановима града Београда, Чапља ће бити сврстана у београдској општини Палилула.

## Локација
Подручије предвиђено за острво се налази на подручију Баната у општини Палилула, између реке Дунав и канала Јокићев Дунавац. Тренутно, подручије се састоји од два дела, источно мање острво Кожара и западно веће острво које штити унутрашње подручије Панчевачког рита. Подручије је за сада означено као ризично због поплава и није насељено.

## Име
Тренутно подручје нема свој назив, сем острва Кожара. Некада се ово подручје звало Црвенка али је власт предложила име „Чапља”. Одлучено је да сваки пројекат, који је предложен градској власти за будуће острво, такође предложи име које ће то острво имати.

## Пројекат
Пројектована површина острва је 582м2 која је два пута већа од Аде Циганлије и три пута већа од Великог Ратног Острва. Како би пројекат напредовао потребно је ископати канал дуж постојећег насипа, чиме би мочварна подручја постала право острво. Чапља ће бити готово три пута већа по површини, различитог облика, неће имати никакву мостну везу, а за разлику од Великог Ратног Острво које је законом заштићено, будуће острво ће бити главна туристичка и рекреативна атракција.
Острво је такође намењено заштити садашње вегетације као и мочварских екосистема. Према процени, дрвеће које расте у том подручију ће наследити острво. За сада једино Топола расте на неким деловима али је предвиђено да то дрвеће буде замењеном другом врстом плантаже. Панови изграде показују да ће 40 одсто острва бити изграђено док 60 одсто нетакнуто природно окружење.

## Коришћење
Рекреативни комплекс предвиђен је за употребу током целе године. Канал који ће одвајати острво од насипа биће пловни и користиће се за наутичке спортове. Како је будуће острво још увек само визија градске власти, а не постоји прихваћени план или пројекат за њега, открива се само да ће објекти на острву садржавати и аква парк.